# Ariel (Schiff)
Die Ariel war ein Dreimastvollschiff, welches 1865 in Kompositbauweise von Robert Steele & Co. aus Greenock konstruiert wurde. Sie wurde als einer der schnellsten Chinaklipper neben ihrem Schwesterschiff Sir Lancelot bezeichnet.

## Geschichte
Die Ariel gehörte zu den extremen Klippern. Sie war in der damals neuen Kompositbauweise, bei der eine hölzerne Beplankung auf ein aus Eisen gefertigtes Spantengerüst aufgetragen wurde, gefertigt. Diese Bauart war bis 1850 unüblich und wurde nach 1885 nur noch sehr selten angewandt, da sich die Ganzmetallbauweise durchsetzte. In diesem Zeitraum wurden Segelschiffe mit herausragenden Segelleistungen hervorgebracht. Eine große Anzahl dieser Schiffe wurde in Schottland nur für den expandierenden und sehr profitablen Teehandel mit China gebaut. Ihr Zweck bestand allein darin den erntefrischen Chinatee in das Vereinigte Königreich zu bringen. Die Baukosten für die Ariel betrugen 1865 15.350 britische Pfund, eine erhebliche Summe in der damaligen Zeit. Das Schiff erfüllte jedoch die Erwartungen, so verließ sie auf ihrer dritten Reise unter dem Kommando von Kapitän Keay am 30. Mai 1868 um 10.30 Uhr Fuzhou an Chinas Südostküste mit einer Ladung von 554.076 Kilogramm Tee und erreichte am 6. September nach einer Überfahrt von nur 99 Tagen London und war um 10.15 Uhr in den East India Docks fest, was einen vielfachen Gewinn gegenüber den Bau- und Betriebskosten einbrachte. Besondere Bekanntheit erlangte sie durch das zur Legende gewordene Teerennen von 1866, in deren Verlauf sie nach 99 Tagen mit lediglich 20 Minuten Unterschied nach der Taeping die East India Docks in London erreichte.
Während einer Reise von London nach Sydney ging das Schiff 1872 vermutlich nach der Rundung des Kaps der Guten Hoffnung im Südlichen Ozean ohne Überlebende verloren.